# Kistualda
Kistualda är en bergstopp i republiken Island. Den ligger i regionen Suðurland, 170 km öster om huvudstaden Reykjavík. Toppen på Kistualda är 768 meter över havet, eller 104 meter över den omgivande terrängen. Bredden vid basen är 2,3 km.
Trakten runt Kistualda är nära nog obefolkad, med mindre än två invånare per kvadratkilometer. Det finns inga samhällen i närheten. Trakten runt Kistualda består i huvudsak av gräsmarker.